# Gustav von Hackewitz
Gustav Eduard Theodor von Hackewitz (* 6. Mai 1804 in Warsin; † 16. Juli 1873 in Kolberg) war ein preußischer Generalmajor.

## Leben

### Herkunft
Er war der Sohn von Karl Reinhold von Hackewitz (1757–1836) und dessen Ehefrau Charlotte, geborene Blanvalet (1760–1847). Sein Vater war Kapitän a. D. und Herr auf Warsin.

### Militärkarriere
Hackewitz trat 1820 in das 10. Infanterie-Regiment (1. Schlesisches) der Preußischen Armee ein. Dort wurde er am 13. März 1824 zum Sekondeleutnant befördert und absolvierte von 1829 bis 1832 die Allgemeine Kriegsschule. Von 1836 bis 1843 fungierte Hackewitz als Regimentsadjutant und wurde zwischenzeitlich Ende März 1841 Premierleutnant. Mit seiner Beförderung zum Hauptmann erfolgte am 19. Juni 1847 die Ernennung zum Chef der 1. Kompanie in Breslau. Am 22. Februar 1853 wurde Hackewitz Major und als Kommandeur des II. Bataillons im 22. Landwehr-Regiment nach Cosel versetzt. Daran schloss sich am 7. Mai 1858 eine erneute Verwendung im 10. Infanterie-Regiment an. Er wurde Kommandeur des I. Bataillons in Posen und in dieser Eigenschaft am 22. Mai 1858 zum Oberstleutnant befördert. Für die Dauer der Mobilmachung anlässlich des Sardinischen Krieges war Hackewitz 1859 als Kommandeur des 10. Landwehr-Regiments tätig und fungierte anschließend als Führer des 10. kombinierten Infanterie-Regiments. Aus diesem Verband formierte sich Anfang Juli 1860 das 3. Niederschlesische Infanterie-Regiment (Nr. 50). Hackwitz wurde mit der Beförderung zum Oberst Kommandeur dieses Regiments und am 18. Oktober 1861 erhielt er für seine Leistungen in der Truppenführung den Roten Adlerorden III. Klasse mit Schleife. Anlässlich des Januaraufstandes 1863 wurde sein Regiment in Kriegsbereitschaft versetzt und zur Sicherung an die polnische Grenze verlegt. 1864 nahm Hackewitz mit seinem Regiment am Krieg gegen Dänemark teil und kämpfte u. a. im Gefecht von Lundby. Nach Beendigung des Feldzuges wurde er am 10. September 1864 unter Verleihung des Charakters als Generalmajor mit der gesetzlichen Pension in den Ruhestand verabschiedet.
Am 18. Juli 1870 stellte man Hackewitz mit Pension zur Disposition und verwendete ihn für die Dauer des mobilen Verhältnisses anlässlich des Krieges gegen Frankreich als Kommandeur der stellvertretenden 21. Infanterie-Brigade in Breslau. Seine Leistungen wurden am 12. Oktober 1871 durch die Verleihung des Kronen-Ordens II. Klasse gewürdigt.

### Familie
Hackewitz hatte sich am 10. Juli 1838 in Wilkau mit Johanna Henriette von Klüx (1812–1897) verheiratet. Sie war die Tochter des preußischen Generalmajors Joseph Friedrich Karl von Klüx (1774–1816). Aus der Ehe gingen folgende Kinder hervor:
- Klara (1839–1917) ⚭ Louis Lust (1834–1920), preußischer Generalmajor
- Hugo (* 1848), russischer Generalmajor
- Klothilde (* 1853) ⚭ Franz Gellinek, Staatsanwalt
- Auguste (* 1855)